# آگوستین داتولا
آگوستین داتولا (انگلیسی: Agustín Dattola؛ زادهٔ ۲۰ آوریل ۱۹۹۹) بازیکن فوتبال اهل آرژانتین است.